# Библиография Ивана Бунина

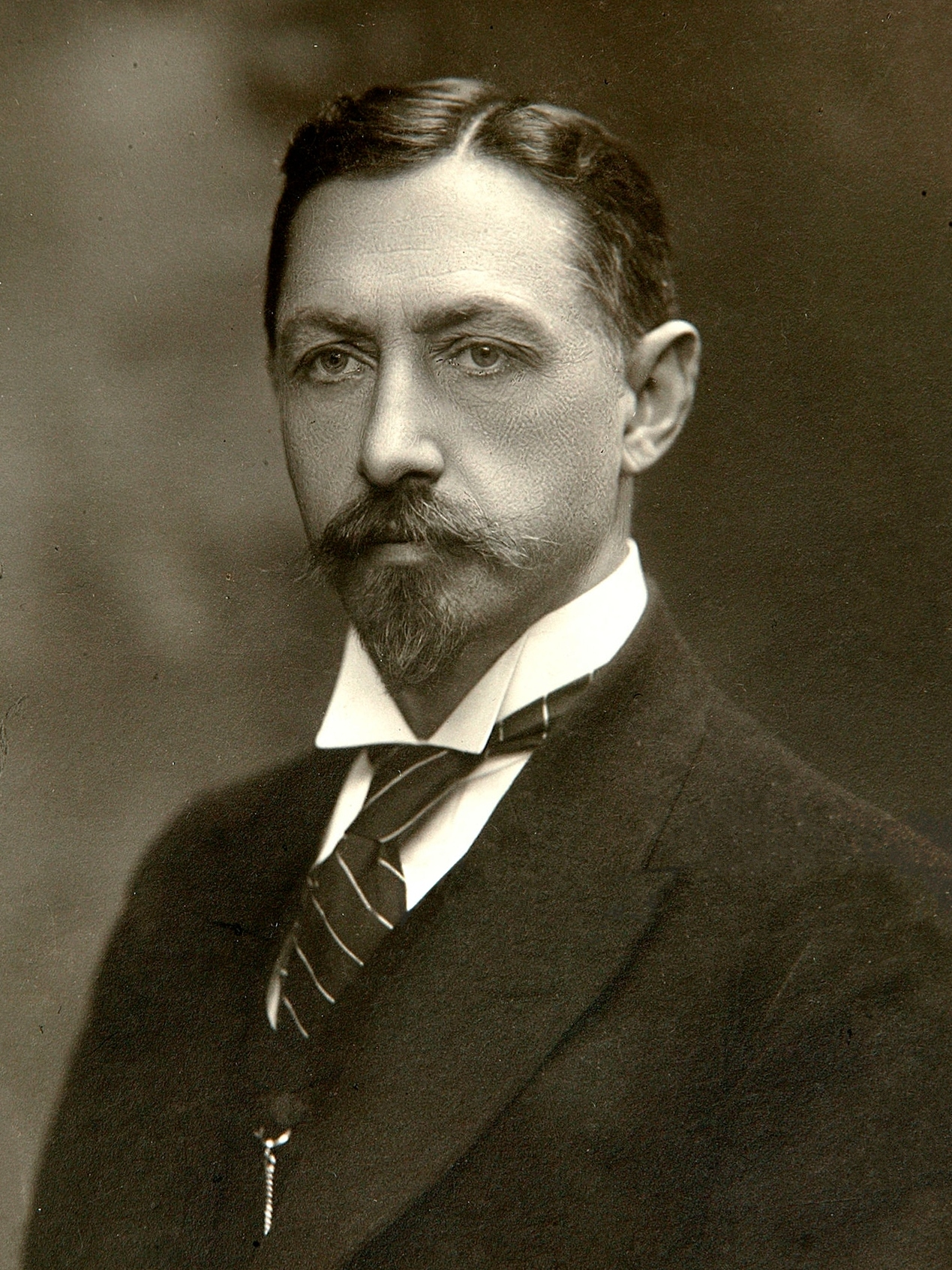
И. А. Бунин

Ива́н Алексе́евич Бу́нин (10 [22] октября 1870, Воронеж — 8 ноября 1953, Париж) — русский писатель и поэт. Литературную деятельность начал в 1880-х годах. Автор стихотворений, повестей, рассказов, романа «Жизнь Арсеньева», публицистических и литературно-критических работ. Дважды лауреат Пушкинской премии (1903, 1909). Почётный академик по разряду изящной словесности Академии наук (1909). В 1933 году Бунин стал лауреатом Нобелевской премии по литературе за «строгое мастерство, с которым он развивает традиции русской классической прозы».

## Стихотворения, переводы
| Год         | Название                                      | Первая публикация                                           | Прим.  |
| ----------- | --------------------------------------------- | ----------------------------------------------------------- | ------ |
| 1887        | Над могилой С. Я. Надсона                     | литературное приложение к газете «Родина», 1887, 22 февраля | [ 2 ]  |
| 1887        | Деревенский нищий                             | литературное приложение к газете «Родина», 1887, 17 мая     | [ 2 ]  |
| 1891        | «Как дымкой даль полей закрыв на полчаса…»    | журнал «Наблюдатель», 1891, № 6                             | [ 3 ]  |
| 1898        | «Не видно птиц. Покорно чахнет…»              | «Мир Божий», 1898, № 10                                     | [ 3 ]  |
| 1901        | «Один встречаю я дни радостной недели…»       | сборник «Листопад», 1901                                    | [ 3 ]  |
| 1899        | В степи                                       | «Южное обозрение», 1899, № 853                              | [ 3 ]  |
| 1896        | В костёле                                     | «Нива», 1896, № 8                                           | [ 3 ]  |
| 1901        | «Ту звезду, что качалася в тёмной воде…»      | «Мир Божий», 1901, № 11                                     | [ 4 ]  |
| 1893        | «Бушует полая вода…»                          | «Вестник Европы», 1893, № 7                                 | [ 4 ]  |
| 1893        | Соловьи                                       | «Вестник Европы», 1893, № 7                                 | [ 4 ]  |
| 1900        | «В стороне далёкой от родного края»           | «Русское богатство», 1900, № 12                             | [ 4 ]  |
| 1896        | Генри Лонгфелло, «Песнь о Гайавате» (перевод) | «Орловский вестник»                                         |        |
| 1898        | В поезде                                      | сборник «Под открытым небом», 1898                          | [ 4 ]  |
| 1898        | Мать                                          | «Мир Божий», 1900, № 1                                      | [ 4 ]  |
| 1895        | Ковыль                                        | «Труд», 1895, № 5                                           | [ 5 ]  |
| 1900        | «Могилы, ветряки, дороги и курганы…»          | «Журнал для всех», 1900, № 12                               | [ 5 ]  |
|             | «Нагая степь пустыней веет…»                  | сборник «Листопад», 1901                                    | [ 5 ]  |
| 1895        | Костёр                                        | «Труд», 1895, № 12                                          | [ 5 ]  |
| 1896        | Генри Лонгфелло, «Песнь о Гайавате» (перевод) | «Орловский вестник»                                         | [ 6 ]  |
| 1898        | «Долог был во мраке ночи…»                    | «Нива», 1898, № 19                                          | [ 5 ]  |
|             | Метель                                        | сборник «Стихи и рассказы», 1900                            | [ 5 ]  |
| 1898        | Родина                                        | «Русское богатство», № 4                                    | [ 5 ]  |
| 1900        | На Днепре                                     | «Жизнь», 1900, № 9                                          | [ 5 ]  |
| 1899        | Кипарисы                                      | «Южное обозрение», 1899, № 707                              | [ 7 ]  |
| 1900        | «Отчего ты печально, вечернее небо?»          | «Мир Божий», 1900, 3 8                                      | [ 7 ]  |
| 1899        | На хуторе                                     | «Журнал для всех», 1899, № 1                                | [ 7 ]  |
| 1900        | Листопад (Осенняя поэма)                      | «Жизнь», 1900, № 10                                         | [ 8 ]  |
| 1900        | На распутье                                   | «Книжки Недели», 1900, № 10                                 | [ 8 ]  |
| 1900        | После половодья                               | «Жизнь», 1900, № 9                                          | [ 8 ]  |
| 1900        | «Не угас ещё вдали закат…»                    | «Жизнь», 1900, № 9                                          | [ 8 ]  |
| 1903 — 1906 | Северная берёза                               | альманах «Факелы», кн. 1, 1906                              | [ 9 ]  |
|             | Мороз                                         | «Знание», кн. 9, 1906                                       | [ 9 ]  |
| 1905        | «Звёзды горят над безлюдной землёю…»          | «Знание», кн. 7, 1905                                       | [ 10 ] |
| 1906        | Одиночество                                   | «Знание», кн. 9, 1906                                       | [ 11 ] |
| 1904        | Косогор                                       | «Русская мысль», 1904,                                      | [ 12 ] |
| 1907        | За гробом                                     | «Русская мысль», 1907, № 3                                  | [ 13 ] |
| 1907        | «Люблю цветные стёкла окон…»                  | «Знание», 1907, кн. 15                                      | [ 14 ] |
|             | Гробница Рахили                               | сборник «Щит», 1915                                         | [ 14 ] |
|             | «Чалма на мудром — как Луна…»                 | «Южное слово», 1919, № 51                                   | [ 15 ] |
| 1925        | «Бывает море белое, молочное…»                | «Митина любовь», 1925                                       | [ 16 ] |
| 1924        | Русская сказка                                | «Звезда Иерихона», 1924                                     | [ 17 ] |
| 1924        | «Уныние и сумрачность зимы…»                  | «Русская газета», 1924, № 199                               | [ 18 ] |
|             | Ночная прогулка                               | «Русские новости», 1946, № 84                               | [ 18 ] |

## Рассказы, повести, романы
| Год             | Название                  | Первая публикация                        | Прим.  |
| --------------- | ------------------------- | ---------------------------------------- | ------ |
| 1893            | Танька                    | «Русское богатство», 1893, № 4           | [ 19 ] |
| 1892 — 1898     | Перевал                   | «Русская мысль», 1901, № 8               | [ 20 ] |
|                 | Кастрюк                   | «Русское богатство», 1895, № 4           | [ 21 ] |
|                 | На край света             | «Новое слово», 1895, № 1                 | [ 22 ] |
|                 | Учитель                   | «Новое слово», 1896, № 7                 | [ 23 ] |
|                 | Антоновские яблоки        | «Жизнь», 1900, № 10                      | [ 24 ] |
|                 | Сосны                     | «Мир Божий», 1901, № 11                  | [ 25 ] |
|                 | Сны                       | сборник «Знание», 1904, книга 1          | [ 26 ] |
|                 | Маленький роман           | «Северное сияние», 1909, № 5             | [ 27 ] |
| 1909 — 1910     | Деревня                   | «Современный мир», 1910, № 3             | [ 28 ] |
|                 | Суходол                   | «Вестник Европы», 1912, № 4              | [ 29 ] |
| 1911            | Ночной разговор           | «Сборник первый», 1912                   | [ 30 ] |
|                 | Чаша жизни                | «Вестник Европы», 1913, № 12             | [ 31 ] |
| 1911            | Братья                    | Сборник «Слово», 1914, № 3               | [ 32 ] |
| 1913            | Оброк                     |                                          |        |
|                 | Грамматика любви          | Альманах «Клич», 1915                    | [ 33 ] |
| 1915            | Господин из Сан-Франциско | Сборник «Слово», 1915, № 5               | [ 34 ] |
| 1916            | Лёгкое дыхание            | «Русское слово», 1916, № 83              | [ 35 ] |
|                 | Аглая                     | «Летопись», 1916, № 10                   | [ 36 ] |
|                 | Сны Чанга                 | Альманах «Объединение», 1919             | [ 37 ] |
|                 | Роза Иерихона             | «Наш мир», 1924, № 13                    | [ 38 ] |
| 1921            | Преображение              |                                          |        |
| 1923            | Несрочная весна           |                                          |        |
| 1924            | Святитель                 |                                          |        |
| 1925            | Митина любовь             | «Современные записки», 1925, № 13, 14    | [ 39 ] |
| 1926            | Солнечный удар            | «Современные записки», 1926, № 17        | [ 40 ] |
| 1926            | Дело корнета Елагина      | «Современные записки», 1926, № 18        | [ 40 ] |
| 1927 — 1929     | Жизнь Арсеньева           | газета «Россия», Париж, 1927, № 9        | [ 41 ] |
| 1927            | Божье древо               |                                          |        |
| 1937—1945, 1953 | Тёмные аллеи              | «Тёмные аллеи», Нью-Йорк, 1943           | [ 42 ] |
| 1938            | Муза                      | «Последние новости», Париж, 1938, № 6426 | [ 42 ] |
| 1938            | Поздний час               | «Последние новости», Париж, 1938, № 6467 | [ 43 ] |
|                 | Натали                    | «Тёмные аллеи», Нью-Йорк, 1943           | [ 44 ] |
|                 | Чистый понедельник        | «Тёмные аллеи», Нью-Йорк, 1943           | [ 45 ] |

## Дневники, мемуары, публицистика
| Год         | Название                                | Первая публикация                         | Прим.  |
| ----------- | --------------------------------------- | ----------------------------------------- | ------ |
|             | Освобождение Толстого                   | 1937, «Русские записки», Париж, 1937, № 1 | [ 46 ] |
|             | О Чехове                                | книга «О Чехове», Нью-Йорк, 1955          | [ 47 ] |
|             | Воспоминания                            | книга «Воспоминания», Париж, 1950         | [ 48 ] |
| 1918 — 1920 | «Окаянные дни»                          | «Возрождение», 1925                       | [ 49 ] |
|             | Устами Буниных. Дневники. В трёх книгах | Франкфурт-на-Майне, «Посев», 1977—1982    | [ 50 ] |

## Прижизненные сборники, собрания сочинений
| Год выхода | Название                                | Место     | Прим.  |
| ---------- | --------------------------------------- | --------- | ------ |
| 1891       | Стихотворения                           | Орёл      | [ 2 ]  |
| 1897       | На край света и другие рассказы         | Петербург | [ 51 ] |
| 1898       | Под открытым небом. Стихотворения       | Москва    | [ 1 ]  |
| 1901       | Листопад. Стихотворения                 | Москва    | [ 1 ]  |
| 1902—1909  | Собрание сочинений в пяти томах         | Петербург | [ 1 ]  |
| 1912       | Суходол. Повести и рассказы             | Москва    | [ 52 ] |
| 1913       | Иоанн Рыдалец                           | Москва    | [ 53 ] |
| 1915       | Чаша жизни                              | Москва    | [ 54 ] |
| 1915       | Полное собрание сочинений в шести томах | Петроград | [ 1 ]  |
| 1916       | Господин из Сан-Франциско               | Москва    | [ 55 ] |
| 1915       | Полное собрание сочинений в шести томах | Петроград | [ 1 ]  |
| 1924       | Роза Иерихона                           | Берлин    | [ 56 ] |
| 1925       | Митина любовь                           | Париж     | [ 57 ] |
| 1927       | Последнее свидание                      | Париж     | [ 58 ] |
| 1927       | Солнечный удар                          | Париж     | [ 58 ] |
| 1929       | Грамматика любви                        | Белград   | [ 59 ] |
| 1929       | Избранные стихи                         | Париж     | [ 60 ] |
| 1931       | Божье древо                             | Париж     | [ 61 ] |
| 1934—1939  | Собрание сочинений в двенадцати томах   | Берлин    | [ 1 ]  |
| 1937       | Освобождение Толстого                   | Париж     | [ 62 ] |
| 1943       | Тёмные аллеи                            | Нью-Йорк  | [ 63 ] |
| 1946       | Тёмные аллеи (дополненное)              | Париж     | [ 63 ] |
| 1950       | Воспоминания                            | Париж     | [ 64 ] |
| 1952       | Жизнь Арсеньева (первое полное издание) | Нью-Йорк  | [ 65 ] |